# 2022年8月喀布爾清真寺爆炸案
2022年8月17日，阿富汗喀布爾的阿布巴克爾薩迪克清真寺遭到轟炸。 据報道，許多人在爆炸中喪生。 爆炸發生後，附近的居民也聽到了槍聲。

## 受害者
喀布爾的醫院至少接收了27名爆炸受害者。两人抵達後死亡，另一人在接受治療時死亡。遇難者中包括清真寺的伊瑪目毛拉維·阿米爾·穆罕默德·卡布里，他是塔利班著名的神職人員，也在爆炸現場經營一所伊斯蘭學校。 后來有報道稱，有21人喪生，33人受傷，不過現場的一些目擊者認為死亡人數更高，一名目擊者聲稱「許多塔利班成員以及兒童都死了」，傷亡人數至少「超過 100 人（死傷）。」